# 유가 (광록훈)
유가(劉嘉, ? ~ ?)는 후한 중기의 관료로, 동해국 담현(郯縣) 사람이다. 동해공왕의 손자이다.

## 행적
어떤 해의 새해 첫날, 대신들이 조정에 나와 하례하였는데, 광록훈 유가와 정위 조세(趙世)는 참석하지 않았다. 고사(高賜)는 유가와 조세가 병을 핑계로 참석하지 않았으니 불경죄에 해당한다고 황제에게 아뢰었고, 또 조세가 유가의 죄를, 하남윤이 조세의 죄를 다스리게 할 것을 상주하였다. 황제는 고사의 말대로 하였고, 이때부터 옥사는 정위와 하남윤이 관장하게 되었다. 고사가 조세의 죄를 하남윤이 다스리게 하자고 한 것은, 조세 자신이 옥사를 관장하는 직책(정위)을 맡고 있었기 때문에 일부러 다른 관리에게 권한을 주게 한 것이다.
아들 유서(劉舒)는 단양태수를, 손자 유우는 태위를 지냈다.

## 출전
- 채질, 《한관전직의식선용》(漢官典職儀式選用) [사마표, 《속한서》 백관2 유소주에 인용]
- 범엽, 《후한서》 권73 유우공손찬도겸열전